# Lajeado (Tocantins)
Pour les articles homonymes, voir Lajeado.
Lajeado est une municipalité brésilienne située dans l'État du Tocantins.